# Brauner Lemming
Der Braune Lemming (Lemmus trimucronatus) ist ein Nagetier in der Gattung der Echten Lemminge, das in arktischen Regionen Nordamerikas und Asiens vorkommt.

## Merkmale
Mit einer Kopf-Rumpf-Länge von 115 bis 133 mm, einer Schwanzlänge von 11 bis 18 mm und einem Gewicht von 51 bis 90 g ist die Art allgemein etwas kleiner als der Sibirische Lemming (Lemmus sibiricus). Männchen sind etwas größer als Weibchen und bei Labortieren wurde ein Maximalgewicht von 132 g registriert. Die Oberseite ist mit graubraunem Fell bedeckt, das zu den Körperseiten hin hellbraune oder ockerfarbene Tönungen erhält. Das Fell der Unterseite ist hell graubraun. Der dunkle Aalstrich ist bei erwachsenen Exemplaren nur noch undeutlich am Kopf erkennbar. Vor dem Winter wechselt das Fell zu einer helleren Farbe. Gelegentlich treten melanistische Formen oder Albinos auf. Bei Weibchen kommen acht Zitzen vor. Bezüglich Schädelbau und Gebiss gleicht die Art dem Berglemming (Lemmus lemmus).

## Verbreitung
In Nordamerika reicht das Verbreitungsgebiet des Braunen Lemmings von der Baffininsel bis nach Alaska sowie südlich bis in das zentrale British Columbia und das nördliche Manitoba. In Sibirien erreicht die Art Kamtschatka und das russische Festland südlich der Neusibirischen Inseln. Der Braune Lemming lebt vorwiegend in der arktischen Tundra sowie in Gebirgen oberhalb der Baumgrenze. Dabei erreicht er 1500 Meter Höhe.

## Lebensweise
Der Braune Lemming hält sich im Sommer vorwiegend in Regionen mit einer 20 bis 40 Zentimeter hohen Pflanzendecke auf. Dazu zählen Zwergsträucher wie Arktische Weide, Salix pulchra, Vierkantige Schuppenheide, Rauschbeere und Ganzrandiger Silberwurz (Dryas integrifolia), krautige Pflanzen wie Stellaria longipes, Lupinus arcticus, Oxytropis maydelliana und Alpen-Säuerling, Gräser wie Scheiden-Wollgras, Arctagrostis latifolia, arktische Formen der Fuchsschwanzgräser und Poa arctica sowie Farne wie Schachtelhalme und Moose wie Streifensternmoose. Vor dem Winter begeben sich die Tiere bevorzugt in Gebiete, in denen die Schneedecke eine Höhe von 60 Zentimetern erreicht.
Die Art kann unabhängig von der Jahreszeit sowohl tag- und nachtaktiv sein. Sie gräbt unterirdische Baue im Erdreich oder im Schnee und benutzt im Sommer Trampelpfade. Die Gänge zu den Nestkammern sind 5 bis 100 Zentimeter lang. In der Kammer baut der Braune Lemming ein Nest, dessen äußere Hülle aus Halmen von Gräsern, Riedgräsern und aus anderen Pflanzenteilen besteht. Die Innenseite wird mit eigenen Haaren gepolstert. Je nachdem wie weit der Permafrostboden in der warmen Jahreszeit auftaut, liegen die Kammern 9 bis 50 Zentimeter tief.
Im Sommer ernährt sich der Braune Lemming vorwiegend von Gräsern, Riedgräsern, Moosen und verschiedenen Einkeimblättrigen Pflanzen. Im Gegensatz dazu bevorzugt er im Winter Zweikeimblättrige Pflanzen, die mit Moosen, Rinde, Zweigen und Einkeimblättrigen Pflanzen komplettiert werden. Bei massenhaftem Auftreten können über 90 Prozent der Pflanzen unter der Schneedecke gefressen werden. Wandernde Braune Lemminge fressen gelegentlich die Kadaver ihrer Artgenossen.
Die Größe der Reviere ist von Jahr zu Jahr unterschiedlich. Wenn im Frühsommer die Tunnel im schmelzenden Schnee verschwinden, sammeln sich die Tiere auf den wenigen trockenen Stellen zwischen den Wasserflächen. Hier sind sie dem Wetter und Fressfeinden ausgesetzt, was oft zu Massenwanderungen führt. Sie legen dabei bis zu 1,8 Kilometer in einer Stunde zurück. Da diese Wanderungen unkoordiniert sind, konnten schon Gruppen von Braunen Lemmingen auf dem Meereis gefunden werden, die 16 Kilometer vom Land entfernt waren.
Die meisten Nachkommen werden in der warmen Jahreszeit geboren, doch auch im Winter sind Paarungen möglich. Weibchen sind gewöhnlich 20 bis 21 Tage trächtig, obwohl die Zeit zwischen zwei Würfen bei in Gefangenschaft gehaltenen Tieren gelegentlich nur 17 Tage betrug. Kurz nach der Geburt paart sich das Weibchen erneut und bei Labortieren kamen 9 bis 12 Würfe pro Jahr vor. Pro Wurf werden bis zu 10 Nachkommen geboren und die Wurfgröße ist im Frühling höher als im Sommer. Braune Lemminge werden nackt, blind und taub geboren. Die ersten Haare erscheinen nach 2 bis 3 Tagen und die Augen werden nach 6 bis 11 Tagen geöffnet. Nach 12 bis 14 Tagen nehmen die Jungtiere ihre erste feste Nahrung zu sich und nach 14 bis 18 Tagen werden sie entwöhnt. Von Menschen aufgezogene Weibchen erreichten etwa gleichzeitig die Geschlechtsreife. Wild lebende Exemplare sind nach drei bis fünf Wochen geschlechtsreif. Das maximale Alter lag im Labor bei zwei Jahren.

## Taxonomie
Die Art wurde 1825 vom schottischen Naturforscher John Richardson anhand von Exemplaren vom Point Lake in Kanada beschrieben. Abhandlungen aus den 1950er Jahren betrachteten die Population als Synonym des Sibirischen Lemmings. Spätere taxonomische Studien klassifizierten die nordamerikanische Population wieder als Art. Genetische Untersuchungen in den 1980er Jahren stellten fest, dass sich die Lemminge der Tschuktschen-Halbinsel und der angrenzenden Gebiete vom Sibirischen Lemming unterscheiden. Gleichzeitig wurde vermutet, dass diese Lemminge mit der nordamerikanischen Art identisch sind. Diese Hypothese bestätigte sich als 1993 herausgefunden wurde, dass der Karyotyp beider Populationen übereinstimmt. So ist der Braune Lemming der einzige echte Lemming, dessen Verbreitungsgebiet über die Beringstraße reicht.

## Bedrohung
Für den Bestand der Art liegen keine Bedrohungen vor. Die Populationsdichte ist alle 3 bis 4 Jahre mit 150 bis 200 Exemplaren pro Hektar sehr hoch, während sie in der Zwischenzeit auf ein Exemplar pro Hektar absinkt. Die IUCN listet den Braunen Lemming als „nicht gefährdet“ (least concern).